# Hamilton Ricard
Hamilton Ricard (ur. 1 stycznia 1974 w Chocó) – piłkarz kolumbijski grający na pozycji napastnika.

## Kariera klubowa
Ricard jest wychowankiem klubu Deportivo Cali. W jego barwach zadebiutował w 1993 roku w Copa Mustang. Miał wówczas 19 lat. Pierwszy sukces z Deportivo osiągnął w 1996, kiedy to wywalczył swoje pierwsze w karierze mistrzostwo Kolumbii, a zdobywając 36 goli w sezonie został królem strzelców ligi. W 1997 roku wystąpił jeszcze z Deportivo w Copa Libertadores, a zimą 1998 skuteczny Hamilton opuścił kraj.
Został zawodnikiem klubu angielskiej Division One, Middlesbrough F.C., do którego ściągnął go za 2 miliony funtów menedżer Bryan Robson. W rundzie wiosennej sezonu 1997/1998 rozegrał 9 meczów i zdobył 2 gole na angielskich boiskach, a „Boro” zajmując drugie miejsce za Nottingham Forest F.C. awansowało do Premiership. Ricard w ekstraklasie Anglii zadebiutował 15 sierpnia 1998 w zremisowanym 0:0 meczu z Leeds United. Od początku sezonu stał się podstawowym zawodnikiem zespołu (rozegrał 36 meczów na 38 kolejek) i zaimponował skutecznością zdobywając 15 goli w sezonie stając się najskuteczniejszym zawodnikiem 9. zespołu Premiership. W kolejnym sezonie był równie skuteczny – zdobył 12 goli w lidze – z drużyną z Middlesbrough zajął 12. pozycję. W sezonie 2000/2001 strzelił tylko 4 gole, ale w 2001 roku jego pozycja w zespole zaczęła słabnąć, na co wpływ miała zmiana na stanowisku menedżera – Robsona zastąpił Steve McClaren. Ricard grał w „Boro” do końca 2001 roku i wówczas zdecydował się odejść z zespołu w barwach którego zdobył 31 goli w 106 meczach.
Zimą na zasadzie wolnego transferu Ricard przeszedł do bułgarskiego CSKA Sofia. Pobyt w Sofii nie był udany i Ricard wystąpił ledwie w 9 meczach i zdobył 1 gola, a z CSKA zajął 3. miejsce w lidze. Po sezonie wrócił do Kolumbii, tym razem zostając piłkarzem Independiente Santa Fe Bogota. Od czasu odejścia z Middlesbrough jego kariera przypominała równię pochyłą. Po powrocie do Kolumbii był sprawcą wypadku samochodowego, w wyniku którego zginął pasażer auta. W 2003 roku Ricard grał w japońskim Shonan Bellmare, które występowało w J-League Division 2. Latem wrócił do Kolumbii i rok 2003 zakończył w barwach Deportivo Tulua. W 2004 roku został piłkarzem ekwadorskiego Emelecu Guayaquil. Rozegrał 25 meczów i zdobył 17 goli, ale nie dokończył sezonu, gdyż został zdyskwalifikowany na rok za atak na sędziego oraz obsceniczne gesty przeciwko kibicom rywali z Quito. Kara została jednak zmniejszona, a Ricard po raz drugi w karierze zdecydował się na wyjazd do Europy. Z cypryjskim APOEL-em Nikozja wywalczył wicemistrzostwo kraju, a jego dorobek bramkowy wyniósł 6 goli. Latem 2005 Ricard wrócił do Deportivo Cali, jednak nie zdobył tam gola, a w styczniu trafił do Numancii, grającej w hiszpańskiej Segunda División. Rozegrał w niej 16 meczów i strzelił 2 gole, a od lata 2006 do lata 2007 był piłkarzem urugwajskiego Danubio FC. W sierpniu 2007 wyjechał do chińskiego Shanghai Shenhua.
24 stycznia 2007 Ricard został skazany na 3 lata więzienia za spowodowanie wspomnianego wypadku w 2002 roku, jednak jego prawnicy złożyli odwołanie w sprawie wyroku.
| Sezon   | Klub                          | Kraj      | Rozgrywki                                  | Mecze | Bramki |
| ------- | ----------------------------- | --------- | ------------------------------------------ | ----- | ------ |
| 1993    | Deportivo Cali                | Kolumbia  | Copa Mustang                               | ?     | ?      |
| 1994    | Deportivo Cali                | Kolumbia  | Copa Mustang                               | ?     | ?      |
| 1995    | Deportivo Cali                | Kolumbia  | Copa Mustang                               | ?     | ?      |
| 1995/96 | Deportivo Cali                | Kolumbia  | Copa Mustang                               | ?     | 36     |
| 1996/97 | Deportivo Cali                | Kolumbia  | Copa Mustang                               | ?     | ?      |
| 1997/98 | Middlesbrough F.C.            | Anglia    | Division One                               | 9     | 2      |
| 1998/99 | Middlesbrough F.C.            | Anglia    | Premiership                                | 36    | 15     |
| 1999/00 | Middlesbrough F.C.            | Anglia    | Premiership                                | 34    | 12     |
| 2000/01 | Middlesbrough F.C.            | Anglia    | Premiership                                | 27    | 4      |
| 2001/02 | Middlesbrough F.C.            | Anglia    | Premiership                                | 9     | 0      |
| 2001/02 | CSKA Sofia                    | Bułgaria  | Bułgarska Grupa A                          | 9     | 1      |
| 2002    | Independiente Santa Fe Bogota | Kolumbia  | Copa Mustang                               | ?     | ?      |
| 2003    | Shonan Bellmare               | Japonia   | J-League                                   | 12    | 2      |
| 2003    | Deportivo Tulua               | Kolumbia  | Copa Mustang                               | 3     | 0      |
| 2004    | Emelec Guayaquil              | Ekwador   | Campeonato Ecuatoriano de Fútbol           | 25    | 17     |
| 2004/05 | APOEL FC                      | Cypr      | Division A                                 | 15    | 6      |
| 2005    | Deportivo Cali                | Kolumbia  | Copa Mustang                               | 6     | 0      |
| 2005/06 | CD Numancia                   | Hiszpania | Segunda División                           | 16    | 2      |
| 2006/07 | Danubio FC                    | Urugwaj   | Primera División Uruguaya                  |       |        |
| 2006/07 | Danubio FC                    | Urugwaj   | Primera División Uruguaya                  | 25    | 11     |
| 2007    | Shanghai Shenhua              | Chiny     | Chinese Super League                       |       |        |
|         |                               |           | Łącznie w Premiership                      | 106   | 31     |
|         |                               |           | Łącznie w Bułgarskiej Grupie A             | 9     | 1      |
|         |                               |           | Łącznie w J-League                         | 12    | 2      |
|         |                               |           | Łącznie w Campeonato Ecuatoriano de Fútbol | 25    | 17     |
|         |                               |           | Łącznie w Cypryjskiej Pierwszej Lidze      | 15    | 6      |

## Kariera reprezentacyjna
W reprezentacji Kolumbii Ricard zadebiutował 4 lutego 1995 roku w zremisowanym 0:0 meczu z reprezentacją Australii. W 1997 roku wziął udział w Copa América 1997. Rozegrał tam 4 mecze i zdobył 1 gola, w przegranym 1:2 meczu z Meksykiem, a z Kolumbią odpadł w ćwierćfinale turnieju.
W 1998 roku Ricard był członkiem kadry na finały Mistrzostw Świata we Francji. Tam wystąpił jedynie w jednym meczu – całą drugą połowę przegranego 0:2 pojedynku z Anglią. Kolumbia nie wyszła z grupy tego turnieju.
W 1999 roku Ricard wziął udział w Copa América 1999. Rozegrał na tym turnieju 4 mecze i zdobył 1 gola (w wygranym 2:1 meczu z Ekwadorem), a z Kolumbią podobnie jak 2 lata wcześniej odpadł w ćwierćfinale.
Ostatni swój mecz w kadrze Ricard rozegrał 26 kwietnia 2000. Był to mecz kwalifikacyjny do Mistrzostw Świata 2002, a Kolumbia zremisowała w La Paz z Boliwią 1:1. Ogółem w reprezentacji Kolumbii Ricard wystąpił w 27 spotkaniach i zdobył 5 goli.